# Chiesa di San Dionisio (Laces)
La chiesa di San Dionisio (in tedesco Kirche St. Dionysius) è la parrocchiale a Morter, frazione di Laces (Latsch) in Alto Adige. Fa parte del decanato di Silandro nella diocesi di Bolzano-Bressanone e risale al XV secolo.

## Storia

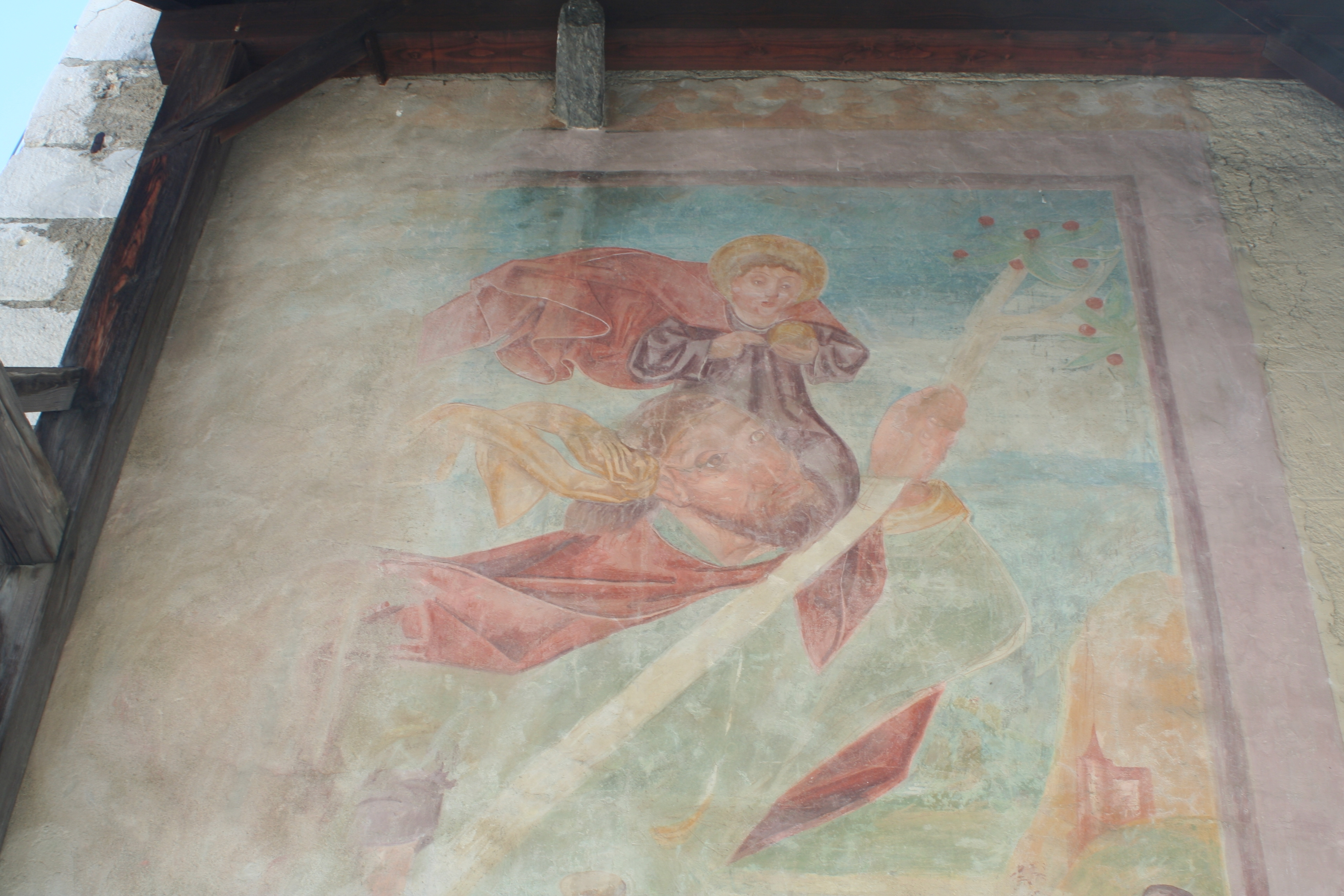
Affresco sulla facciata che raffigura San Cristoforo.

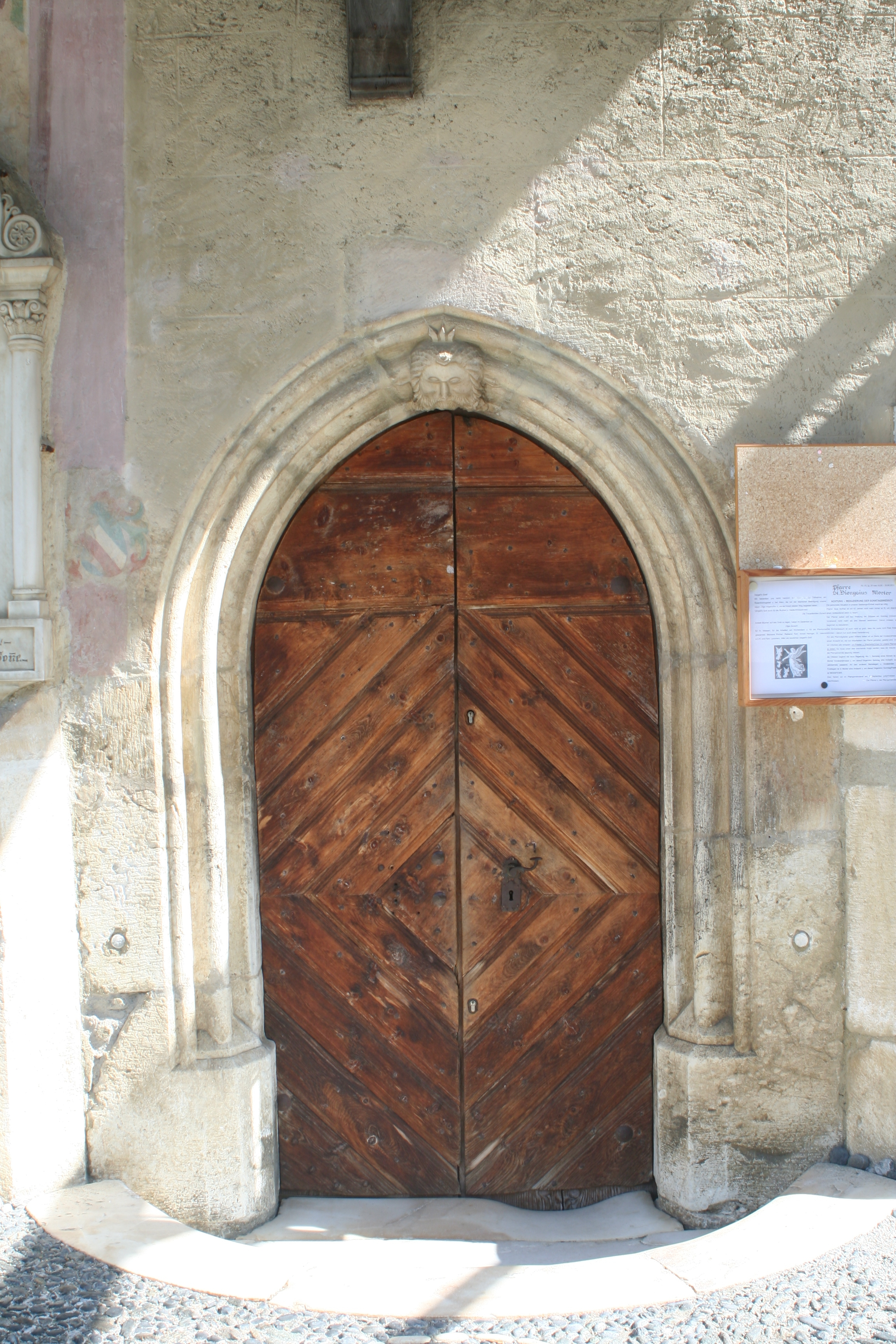
Portale ogivale con al sommo l'immagine del Padre Eterno.

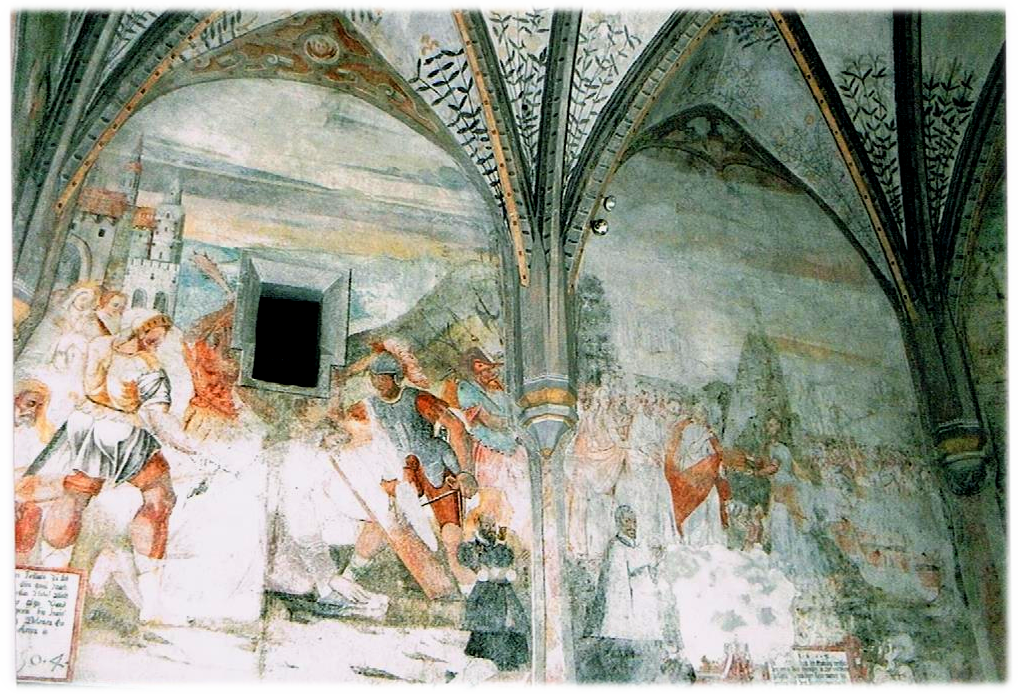
Volta della navata.

La chiesa parrocchiale di Morter con dedicazione a san Dionisio ha origini molto antiche, risalendo alla seconda metà del XV secolo. La sua solenne consacrazione venne celebrata nel 1479.

## Descrizione
La chiesa è un monumento sottoposto a tutela col numero 15651 nella provincia autonoma di Bolzano.

### Esterni
Il luogo di culto si trova nella zona cimiteriale della comunità. Presenta una facciata a capanna caratterizzata da un grande affresco del quindicesimo secolo raffigurante San Cristoforo e con portale di accesso a ogiva che riporta al suo sommo l'immagine del Padre Eterno. Affresco e portale sono protetti da una tettoia. Sopra il portale, in asse, si trova una piccola finestrella quadrangolare. La copertura del tetto è in scandole di legno. La torre campanaria si alza in posizione arretrata sulla sinistra e unita alla chiesa. La cella campanaria si apre con quattro finestre a monofora e la copertura è una tipica piramide a base quadrata. A fianco della chiesa si trova l'interessante cappella cimiteriale.

### Interni
La navata interna è unica con le pareti e le volte arricchite di decorazioni ad affresco dell'inizio del XVII secolo attribuite ad Adrian Mair.